# Bahadzia williamsi
Bahadzia williamsi is een vlokreeftensoort uit de familie van de Hadziidae. De wetenschappelijke naam van de soort is voor het eerst geldig gepubliceerd in 1985 door Holsinger.